# ビスト財団
ビスト財団（ビストざいだん、Vist Foundation）は、小説およびOVA『機動戦士ガンダムUC』に登場する架空の財団法人。

## 組織の概要
表向きは、歴史的価値のある美術品を地球よりも環境の安定したスペースコロニーに移送することを業務とする財団法人組織だが、実態は宗主であるサイアム・ビストが作り上げた、事業や投資で儲けた金を洗浄するためのマネーロンダリングの機関である。宇宙世紀の世界を牛耳る超巨大コングロマリット、アナハイム・エレクトロニクスとは一心同体の関係であり、単なるマネーロンダリング機関の域を超えて政財界に対して強い影響力を持ち、その力はアナハイム・グループの力に乗って金融、鉄鋼、製造といった基幹産業から流通やレジャー産業、果ては百貨店経営にまで及び、世界の水面下で「影の王国」とも言える一大財閥を形成している。
地球連邦政府とは密接に癒着しているが、その繋がりは組織内に官僚の天下りを受け入れるなどといった些末なことだけではない。世界の隅々にまで浸透するビスト財団の力、また盟友であるアナハイム・グループの寡占的かつ排他的な企業経営が連邦政府に黙認されるのは、財団の背後に宗主サイアム・ビストの隠匿する公開されれば連邦政府の体制を揺るがしかねない「ラプラスの箱」の存在があるからである。
財団の運営は宗主サイアムの一族であるビスト家によってなされている。サイアムに継ぐ二代目当主は、サイアムの孫のカーディアス・ビスト。宇宙世紀0096年にカーディアスが死亡した後は、カーディアスの実妹でアナハイム・エレクトロニクス社の会長一族に嫁いだマーサ・ビスト・カーバインが当主代行の座に就く。だが、同年に勃発したラプラス事変を経て、最終的にマーサは地球連邦軍に拘束され、ビスト財団そのものもビスト家の内乱と「ラプラスの箱」の開示によって弱体化を余儀なくされることとなる。

## 歴史

### ラプラス事件
人口爆発、環境破壊、資源の枯渇。20世紀の後半より顕在化してきたこれら全地球規模の問題は、その後の時代を経ても解決の糸口すら見いだせず、挙句にそれらが引き金になった限定核戦争にまで及ぶ大規模な戦乱をも引き起こした。問題の抜本的な解決策は地球の外に見いだす他なく、ついに人類は永年絵空事でしかなかった宇宙への移民を実行することを決意し、それに伴い計画の推進機関として人類規模の初の統一政権「地球連邦政府」を発足させることを決断した。
統一にあたって連邦構成各国の領土的、経済的格差をなくすための大鉈が振るわれたものの、その音頭を取ったのは旧大国の政財界筋であり、そのため統一に異を唱える国は少なくはなかった。が、連邦政府はそうした反対勢力を「分離主義者」と断罪し、地球連邦軍の強大な軍事力を持って容赦なく弾圧し、統一を進めていった。やがて分離主義運動も燻りが残りながらもどうにか沈静化させたところで、本格的な宇宙移民開始をもって西暦から「宇宙世紀」という新たな時代への改暦を取り決めた。
西暦の最後の年の大晦日、地球を周回する低軌道宇宙ステーションである首相官邸「ラプラス」において、新紀元への改暦を記念する改暦セレモニーが催されることとなる。分離主義組織によるテロの危険が懸念されていたが、連邦軍の厳重な警備もむなしくテレビ中継で世界中が注視する中、新紀元へのカウントダウンがすんだ直後に官邸は無残にも爆破される。ラプラスは音もなく瓦解し、連邦政府初代首相リカルド・マーセナスを始めとして、構成各国の首脳や官邸スタッフもろとも、木っ端微塵に砕け散ってしまう。
貧困から報酬目当てでテロの実行に加わった若者サイアムは、仲間とともに作業艇で逃亡する最中、カウントダウン直前に官邸からの生放送で聞いた「他人の書いた筋書きに惑わされるな。“可能性”という自らの内なる神の目をもって、これから始まる未来を見据えよ」というマーセナス首相の演説を思い出す。 やがて逃亡途中に、口封じのために艇内に仕掛けられていた時限爆弾が起爆し、作業艇は実行犯達を乗せたまま爆破されてしまう。たまたま船外作業で外に出ていたサイアムは爆発に巻き込まれずにすんだものの、衝撃で吹き飛ばされ宇宙を漂い、狂乱の中で幻を見る。それはスペースコロニーが地上に落下するまだ見ぬ未来の地獄絵図であった。幻から目を覚ました時、爆破されたラプラスの破片群に取り囲まれていたサイアムは、周囲を取り巻く残骸の中に、地球光を反射して輝く不思議な箱形の物体と邂逅する。そして、奇跡的に民間船に救助された後、サイアムは物体とともに地球に帰還する。

### サイアムの帰還
事件のすぐ後、連邦政府は速やかにマーセナス政権での副首相を第二代首相とする新内閣を発足させ、テロの関係者を一斉に摘発した。その後「リメンバー・ラプラス」をスローガンにテロ対策の強化に大々的に乗り出し、世界各地の分離主義組織を徹底的に殲滅していった。その事件後の経緯のあまりの手際の良さに「事件は連邦政府の自作自演ではないか」との噂が囁かれたものの、大衆はありきたりの陰謀論と片付け、おおむね連邦政府のテロ対策を支持した。宇宙世紀0022年に連邦政府が「地球上の紛争のすべての消滅」を宣言するまで続いた分離主義者との闘争は、結果的に連邦政府の国家基盤を強固に確立することとなった。
一方、地球へ帰還したサイアムは、事件で死亡しすでにこの世に存在しなくなった人間である自らの特性を生かして地下社会へと足を踏み入れていた。やがて地下社会で頭角を表した後、事件後10年ほどしてサイアムは連邦政府に接触する。テロ事件の現場から地球へ帰還したサイアムと、ラプラスの破片群の中から持ち帰った箱形の物体の存在は、連邦政府首脳部を大きく揺さぶった。
箱型の物体を奪取する計画、サイアムを暗殺する計画が数え切れないくらいに練られたものの、しかし結局それらが実行に移されることはなかった。サイアムは石碑を盾に連邦政府をゆすりはしたものの、問題の大きさに比べれば大したことのない要求を繰り返すのみで、決して連邦政府の逆鱗に触れるような真似まではしなかった。それどころか逆に金をバラまくなどして政府関係者との癒着を始め、そのようにして小出しに要求を繰り返して巧みに立ち回った末、サイアムは連邦政府との間に石碑の存在を眼中から外しても自身を無視できないような共生関係を作り上げていく。
そして、箱形の物体はいつしか「ラプラスの箱」と呼ばれ、連邦政府内で恐れられるようになっていった。サイアムと連邦政府の首脳部以外に誰もその正体を知らないまま、「ラプラスの箱が開かれるとき（それが世界に公開されるとき）連邦政府は滅びる」といった噂だけが自然に流布し、都市伝説的に連邦政府関係者の間に浸透していったのだった。

### ビスト財団の誕生
やがて、サイアムは特許事案を巡る揉め事に介入したのをきっかけにして、アナハイム・エレクトロニクスと関係を持つことになる。アナハイム社は、当時はまだ中堅規模の家電メーカーでしかなかったが、サイアムの働きで件の特許を取得したことをきっかけに急成長し始めた。「箱」の力が連邦政府を動かし、ライバル企業を干上がらせた結果であった。しばし良好な関係を結んだのちサイアムは役員待遇でアナハイムに迎え入れられ、当時専務だった娘と結婚する。その家柄は旧フランス貴族の“ビスト家”に連なる名家であり、“サイアム・ビスト”となったサイアムは、アナハイムの傘下で事業を興す傍らビスト家の名前を使って公益法人を立ち上げた。表向きは美術品や骨董品などの世界遺産を地球より環境の安定したコロニーに移送することが業務の財団法人組織だったが、実質は闇事業や裏投資で儲けた金を洗浄するマネーロンダリングのための集金窓口であり、連邦政府の官僚を飼い殺しにする天下り先としても機能した。
やがて組織は単なるマネーロンダリング機関の域を超えてサイアム自身の意向を体現し、水面下で宇宙世紀世界を左右する組織に育ってゆくことになる。政財界の隅々にまで絶大な影響力を持つ「ビスト財団」は、こうして産声をあげることになった。
こうした存在に財団を成長させたサイアムには、腹蔵に秘めたある意図があった。

### 「箱」の力の増大
「箱」の存在は、テロの捏造に関わった発足当初の連邦政府の首脳部を揺るがすスキャンダルでしかなく、時が経ち事件も歴史の中の出来事になるとともにスキャンダルとしての力も風化して消滅するかと思われた。が、スペースコロニーサイド3から、ジオン・ダイクンという政治思想家が登場したことで全てが変わってしまう。                               
「宇宙に進出した人類は、新人類として進化しえる」とニュータイプ論を説いたジオン・ダイクンのジオニズム思想が世に出たその時から、「箱」の持つ意味は全く異なるものに変化してしまったのだった。“宇宙に適応した新人類の発生が認められた場合、その者たちを優先的に政府運営に参画させることとする”という「箱」に記された一文を、ジオニズムの思想は偶然にも言い当ててしまったのである。ジオニズムが誕生したその瞬間から「箱」は連邦政府にとって正真正銘のタブーとなり、その存在は連邦の支配体制そのものを根底から覆す爆弾になってしまったのである。
もしジオニズムの生まれた時点で「箱」の存在を公開していれば、あるいはその後の歴史は変わっていたのかもしれなかった。宇宙世紀0079年にサイド3がジオン公国を名乗って連邦政府に独立戦争を挑み、革新的な人型機動兵器モビルスーツを投入し、多大な戦禍を人類世界にもたらした一年戦争のような一大悲劇は起こることはなかったかもしれない。しかし連邦政府は「箱」の秘密を公表せず、テロ事件後の体制の下で生き続けることを選択した。それは単にテロ捏造の恥を隠すためや、現体制下での様々な既得権益を守るためだけではなかった。そもそも宇宙時代の新人類として定義される「ニュータイプ」の存在を科学的に証明できる方法は無く、いかようにでも歪曲・拡大解釈ができ、なにより連邦が真実を隠匿してきたという事実そのものがジオニズムを信奉する者たちにとっては最大の武器となる。もし「箱」の存在を知ったスペースノイド達がジオンを先頭にして反旗を翻せば、途方もない大混乱が人類世界を包むことは間違いなく、世界にそのような混乱を招き寄せないためには沈黙を保つ以外の手段はなく、連邦は真実を隠匿し続けた。

### 「箱」の開放への準備
結果を恐れ、財団の維持繁栄にのみ心血を注いだ時期もあったものの、サイアムのビスト財団設立の最終目的は、あくまで将来の「箱」の開放を意図したものであった。宇宙世紀0096年、冷凍睡眠を繰り返してベッドで寝たきりになりながらも生きながらえていたサイアムは、ついに「箱」の開放を決断する。サイアムの決断を促したのは、反連邦運動のシンボルとなっていたジオン勢力の消滅であった。各地で戦闘を繰り返してネオ・ジオン軍として再生を果たしたジオン軍は、宇宙世紀0093年の「シャアの反乱」で英雄的存在のシャア・アズナブルが行方不明となったことにより、反連邦の一大勢力としての力をついに失った。また、一年戦争後に地球圏から逃避したジオン軍と切り離されて「ジオン共和国」として連邦に恭順していたサイド3が、宇宙世紀0100年を契機に自治権を放棄して連邦政府の完全統治下に入ることもあり、反連邦運動の先鋒が消滅することから連邦政府の絶対的な体制下に地球圏が逼塞することへの危惧が、サイアムに「箱」を開放する決意を後押しさせたのだった。
「箱」をネオ・ジオン残党に譲渡することを決めたサイアムは、当主の座を譲っていた孫のカーディアス・ビストに「箱」の受け渡しを一任し、彼はジオン共和国の自治権放棄と同時に行われる連邦軍再編計画「UC計画」のフラッグシップ機として開発されていたMS「RX-0 ユニコーン」を、「箱」の譲渡に使うことを思いつく。
ユニコーンは、ジオン国家の解体とともに行われる軍の再編計画の旗機として造られたうえ、ニュータイプや強化人間を感知・殲滅するためのプログラム「NT-Dシステム」を搭載しており、ジオンを象徴とするニュータイプの存在を世界から根絶させようという、得体の知れない他者に対する連邦政府の畏怖と憎悪が産み落としたMSともいえた。カーディアスはNT-Dに細工を施し、特定の場所を指し示す座標でNT-Dが発動するたびに「ラプラスの箱」が存在する場所へ段階的に導いてゆくプログラム「ラプラス・プログラム」をインストールする。ユニコーンはニュータイプに対する怨念が結実して生み落とされたといえるが、同時に「可能性」の象徴でもある幻獣ユニコーンをモチーフとしたそのMSに、カーディアスはいわば「箱」を開ける「鍵」の役目を与えたのだった。

### 「箱」の開放と財団の終焉
「箱」の譲渡の計画を嗅ぎつけたカーディアスの妹であり、アナハイムの実質的支配者マーサ・ビスト・カーバインは連邦軍を動かし、カーディアスの屋敷のあるスペースコロニー「インダストリアル7」へ「箱」を受け取りに来たネオ・ジオンのガランシェール部隊を強襲させる。連邦軍の攻撃にガランシェール部隊も応戦し、コロニーは戦火に包まれる。戦闘の混乱の最中、カーディアスは命を落としてしまうが、ユニコーンは数奇な偶然を経て、久しく離ればなれになっていたカーディアスの実の息子であるバナージ・リンクスの手に渡ることとなる。
旧ジオン公国の指導者ザビ家の遺児ミネバ・ラオ・ザビ（偽名ではオードリー・バーン）と巡り会ったバナージは、宇宙と地球の各地で連邦軍の外郭部隊ロンド・ベル隊所属のネェル・アーガマ部隊、ミネバの護衛を勤めてきた袖付きのガランシェール隊など異なる立場の人々と邂逅し、そして地球連邦の軌跡やこの世界に住む多くの人々の考えや思いを巡らしながら、「箱」の入手をたくらむ袖付きやビスト財団を相手に、数々の散発的な戦闘を繰り返し「ラプラスの箱」が隠匿され、サイアム自身が眠る氷室へと辿り着く。
そこでサイアムは「箱」の真実と地球に生まれた瞬間から進化をつづけてきた生物の可能性や100年近くの間胸にしていた思いを伝え、箱の解放を考える二人のため、その準備にとりかかる。
小説版では、この際に生命維持装置を停止させ、自らその命を絶った。
一方、ビスト財団当主代行となったマーサはネェル･アーガマ部隊への妨害やユニコーンの2号機「バンシィ」による実力行使を行い「箱」の奪取を目論むがバナージやその仲間たちの奮戦により失敗。最終手段として氷室の存在している施設をコロニーレーザー「グリプス2」で消滅させて「箱」の流出を妨害しようとするも、その場に居合わせたロンド･ベル司令ブライト・ノアにより拘束される。その後、ミネバ・ザビの演説を聴きながら、サイアム・ビストは機器を停止させ、その生涯を終えた。

### ｢ラプラスの箱｣解放後
財団設立の目的であった「ラプラスの箱」の解放、それは短い期間は人々の耳目を集めたが、世論に決定的な影響は生じることはなく、サイアムの望みは形とはならずに終わる。それはさらに一年後の宇宙世紀0097年においても同じで、世界の枠組みが大きく変化していない。この時期、ビスト財団そのものも、マーサ・ビスト・カーバインの身柄を連邦から引き戻すことができずに“見捨てる”こととなっている。
そして「箱」を秘匿し、その威光を駆使してきたビスト財団は終焉へ向かうこととなる。